# Himopolynema parviscutum
Himopolynema parviscutum är en stekelart som beskrevs av Taguchi 1977. Himopolynema parviscutum ingår i släktet Himopolynema och familjen dvärgsteklar.
Artens utbredningsområde är Taiwan. Inga underarter finns listade i Catalogue of Life.